# ORP Wicher (1928)
ORP Wicher byl polský torpédoborec patřící ke stejnojmenné třídě. Pro polské námořnictvo byl postaven v letech 1927-1930 ve Francii. Jednalo se o vylepšenou verzi tamní třídy Bourrasque. Wicher byl nasazen při obraně Polska na samém počátku druhé světové války. Dne 3. září 1939 byl v helském přístavu potopen čtyřmi zásahy německých střemhlavých bombardérů Ju-87.

## Stavba
Stavba Wicheru a jeho sesterské lodě Burza byla objednána roku 1926. Wicher postavila francouzská loděnice Chantiers Naval Français v Caen. Kýl lodě byl založen roku 1927, na vodu byla spuštěna 8. července 1928 a konečně 13. července 1930 byla uvedena do služby.

## Konstrukce
Hlavní výzbroj po dokončení tvořily čtyři 130mm kanóny v jednodělových věžích. Protiletadlovou výzbroj tvořily dva 40mm kanóny Bofors a čtyři 13,2mm kulomety Hotchkiss. Loď dále nesla dva trojhlavňové 550mm torpédomety. V případě potřeby mohla nést 60 námořních min. Pohonný systém tvořily dvě parní turbíny a tři trojexpanzní kotle. Nejvyšší rychlost dosahovala 33 uzlů.

## Operační služba
Wicher nebyl, na rozdíl od ostatních polských torpédoborců (Błyskawica, Grom a Burza), před vypuknutím války evakuován do Velké Británie (operace Peking) a postavil se drtivé přesile německým útočníkům přímo na Baltu. Dne 3. září 1939, třetí den války, byl potopen německými střemhlavými bombardéry v helském přístavu.